# Отверженные (мюзикл)
«Отверженные» (фр. Les Misérables, часто употребляется сокращённое Les Mis или Les Miz) — мюзикл Клода-Мишеля Шёнберга и Алена Бублиля (автор английского либретто — Герберт Крецмер) по роману Виктора Гюго «Отверженные». Премьера мюзикла состоялась 17 сентября 1980 года в Palais des Sports, в Париже. Англоязычная постановка не сходит со сцены 35 лет и названа самым долгоиграющим мюзиклом в истории Вест-Энда. В общей сложности мюзикл был поставлен в 221 городе в 38 странах.

## Создание
В 1980 году в Париже был выпущен концепт-альбом на французском языке, за ним последовала постановка на сцене Palais des Sports. Эта постановка существовала три месяца, согласно контракту на аренду площадки.
В 1983 году, спустя шесть месяцев после открытия на Бродвее мюзикла «Кошки», продюсер Камерон Макинтош получил от режиссёра Питера Фараго эту концепт-запись с просьбой спродюсировать английскую версию мюзикла. Сначала не очень воодушевившись, со временем Макинтош согласился. В сотрудничестве с Королевской шекспировской компанией он собрал инициативную производственную группу, чтобы адаптировать французский спектакль для английской публики. В результате, после обработки либретто Гербертом Крецмером, к спектаклю был добавлен пролог и одна из самых известных арий второго акта «Empty chairs at empty tables». Основной особенностью переработанной постановки стало то, что из мюзикла исчезли диалоги: он стал так называемым «sung-through» («пропеваемый без перерыва»). После двух лет разработки, английская версия — та, которую сейчас знает мир, — открылась в Лондоне 8 октября 1985 года. Успех шоу в Лондоне очень быстро обеспечил ему бродвейский дебют.

## Отзывы и критика
После открытия лондонская постановка получила в основном отрицательные отзывы. Sunday Telegraph описал спектакль как «трагическую викторианскую мелодраму, сделанную с викторианской щедростью», а The Observer обозвал его «глупым неестественным развлечением», в то время как литературные критики осуждали за превращение шедевра мировой литературы в мюзикл. Мнение публики резко отличалось: спектакль собрал рекордную кассу. После трёх месяцев битком забитого зала отзывы улучшились.
Это второй по продолжительности мюзикл в мире, после внебродвейского «Фантастикса», второй по продолжительности спектакль Вест-Энда (уступает «Мышеловке» Агаты Кристи, идущей с 1952 года), и самый долгоиграющий мюзикл Вест-Энда — постановка идёт без перерыва с октября 1985 года, несколько раз сменив место «прописки». В 2010 году было сыграно 10-тысячное представление в Queen’s Theatre.
Бродвейская постановка открылась 12 марта 1987 года и шла до 18 мая 2003 года (6680 представлений). Это четвёртый по продолжительности результат среди бродвейских мюзиклов, а на то время был вторым.
Многочисленные туры, международные, региональные и школьные постановки продолжают идти на регулярной основе. Были сделаны аудио-записи всех значимых постановок, концертов, а также в 1988 году полная запись всего спектакля, включая номера, исключённые из большинства постановок из-за статичности, а из записей — из-за повторяемости музыкального материала. В 2005 году мюзикл занял первое место в опросе «Самые лучшие мюзиклы» среди слушателей BBC Radio 2, набрав более сорока процентов голосов.

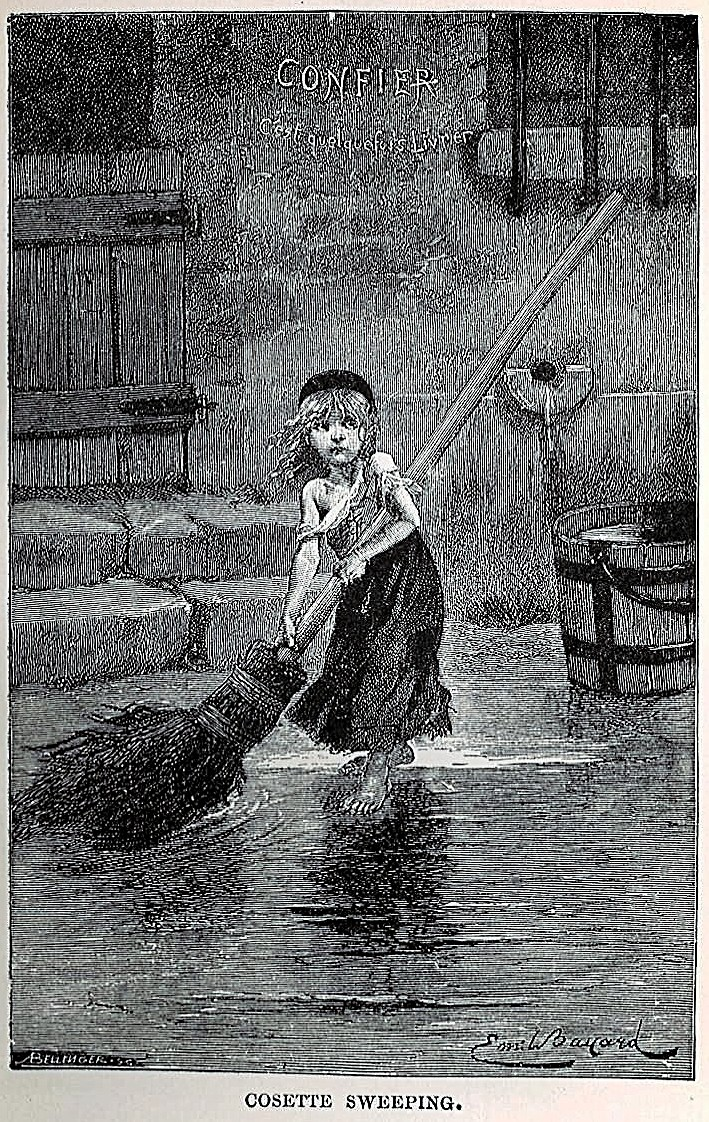
Рисунок Эмиля Байара, 1886 год

## Эмблема
Эмблемой мюзикла является картина, на которой покинутая Козетта метёт полы в кабаке у Тенардье. В мюзикле эта сцена соответствует песне «Castle on a Cloud» (Замок на облаке). Обычно используется обрезанная версия картины, где видны только голова и плечи девочки, часто в эмблему вплетается фоном развевающийся французский флаг. Это изображение основано на гравюре Густава Бриона, который в свою очередь взял за основу рисунок Эмиля Байара. Этот рисунок появлялся в нескольких ранних французских изданиях романа.

## Либретто
Действие первое
Франция, Тулон, 1815 год. Тюрьма, арестанты работают на каторге («Work Song», рус. Рабочая песня). После девятнадцати лет заключения (пять из них дали за кражу хлеба для голодающей семьи его сестры, остальные четырнадцать — за неоднократные попытки побега) заключённый № 24601 Жан Вальжан условно-досрочно освобождается полицейским Жавером и получает жёлтый паспорт отбывшего каторгу. По закону он обязан предъявлять этот паспорт, из-за которого отовсюду и изгоняется («On Parole», рус. Освобождён условно-досрочно). Только епископ города Динь-ле-Бен принимает Вальжана и предоставляет ему кров и пищу. Вальжан, в отчаянии от несправедливости жизни и своего наказания, крадёт у епископа серебро и сбегает, но его ловит полиция. Однако епископ лжёт, чтобы спасти Вальжана и отдаёт ему пару серебряных подсвечников («Valjean Arrested, Valjean Forgiven», рус. Вальжан арестован, Вальжан прощён). Ошеломлённый этим поступком, Вальжан решает последовать завету епископа и начать новую жизнь. Он рвёт свой жёлтый паспорт («Valjean’s Soliloquy»/«What Have I Done?», рус. Монолог Вальжана/Что я наделал?).
Восемь лет спустя Вальжан под именем господина Мадлена стал мэром Монрейля-сюр-мер и владельцем фабрики, на которой работала девушка Фантина. Когда другие рабочие обнаруживают, что у неё есть внебрачный ребёнок, живущий в семье владельца харчевни, и она тайно высылает туда деньги, назревает скандал («At the End of the Day», рус. В конце дня). Мэр вмешивается и просит бригадира разрешить конфликт. Поскольку Фантина ранее отвергла бригадира, а другие женщины требуют её увольнения, Фантина была отстранена от работы.
Фантина поёт о своём рухнувшем мире и разбитых мечтах («I Dreamed a Dream», рус. Я видела сон). Нуждаясь в деньгах, она продаёт свой медальон, собственные волосы и, в конечном итоге, становится проституткой («Lovely Ladies», рус. Милашки). Когда она отказывается от ухаживаний оскорбившего её клиента, Жавер, размещённый теперь в Монрейле-сюр-мер, арестовывает её («Fantine’s Arrest», рус. Арест Фантины). Появляется Мадлен-Вальжан и, понимая, что в нынешнем состоянии Фантины виновен он, приказывает Жаверу её отпустить и увозит её в больницу.
Вскоре, когда мэр спас придавленного телегой Фошлевана, подняв эту телегу в одиночку («The Runaway Cart», рус. Неудержимая телега), Жавер упоминает неестественно сильного Жана Вальжана, которого он искал уже много лет, чтобы разорвать его паспорт досрочного освобождения. Однако Жавер уверяет мэра, что Вальжан недавно был арестован и будет судим позже в тот же день. Не желая, чтобы невиновный человек попал в тюрьму вместо него, Вальжан раскрывает свою личность на судебном процессе, демонстрируя в доказательство клеймо каторжника («Who Am I? — The Trial», рус. Кто же я? — Процесс).
Перед возвращением в тюрьму Вальжан посещает умирающую Фантину и обещает ей позаботиться о её дочери Козетте («Come to Me»/«Fantine’s Death», рус. Иди ко мне/Смерть Фантины). Когда Жавер приезжает за Вальжаном, тот просит у него три дня, чтобы забрать Козетту, но Жавер не верит его благим намерениям («The Confrontation», рус. Противостояние). И, вырубив Жавера ударом, Вальжан ретируется.
Далее действие переносится в харчевню в Монфермей, которой заправляет чета Тенардье, приютившая Козетту. Тенардье всячески притесняли девочку. Козетта мечтает о лучшей жизни («Castle on a Cloud», рус. Замок в облаках), а после мадам Тенардье посылает её за водой, несмотря на темноту. За вечер харчевня постепенно заполняется, и Тенардье используют многочисленные методы, чтобы обобрать клиентов («Master of the House», рус. Хозяин заведения). Вальжан находит Козетту, помогает ей донести воду («The Bargain», рус. Сделка) и платит Тенардье тысячу пятьсот франков, чтобы увести её отсюда («The Waltz of Treachery», рус. Вальс бесчестности).
Через девять лет в Париже идут волнения среди народа, потому что генерал Ламарк, единственный человек в правительстве, который проявляет милосердие к бедным, болен и может скоро умереть. Молодой уличный пострел Гаврош смешивается с проститутками и нищими на улице, в то время как студенты Мариус Понмерси и Анжольрас обсуждают вероятность раскола в обществе («Look Down», рус. Взгляните вниз).
Уличная банда во главе с Тенардье готовит засаду на Вальжана, в котором Тенардье узнал человека, забравшего Козетту («The Robbery», рус. Ограбление). Эпонина, тайно влюблённая в Мариуса, просит его не вмешиваться, но тот случайно сталкивается с Козеттой и сразу в неё влюбляется. Попытка Тенардье ограбить Вальжана и Козетту оканчивается неудачей благодаря Жаверу, который не признает Вальжана до тех пор, пока тот не спасётся («Javert’s Intervention», рус. Вмешательство Жавера). Глядя на ночное небо, Жавер сравнивает свою охоту на Вальжана и справедливость с величием звёзд («Stars», рус. Звезды). Мариус, не знающий имени Козетты, убеждает Эпонину помочь разыскать её, и та с неохотой соглашается («Éponine’s Errand», рус. Поручение Эпонины).
Следующая сцена происходит в небольшом кафе, где проходит собрание студентов во главе с Анжольрасом, готовящихся к революции, которая, по их мнению, непременно свершится после смерти генерала Ламарка («The ABC Café — Red and Black», рус. Кафе ABC — Красный и чёрный). Мариус опаздывает, а когда Гаврош приносит вести о смерти генерала, студенты выходят на улицы («Do You Hear the People Sing?», рус. Слышите, как поёт народ?).
Козетта очень увлечена Мариусом. Вальжан понимает, что его дочь уже выросла, но все равно не хочет рассказывать ей о своём прошлом и о её матери («Rue Plumet — In My Life», рус. Улица Плюме — В моей жизни). Несмотря на собственные чувства, Эпонина приводит Мариуса к Козетте («A Heart Full of Love», рус. Сердце, полное любви), а затем препятствует ограблению дома Вальжана бандой её отца («The Attack on Rue Plumet», рус. Нападение на улицу Плюме). Вальжан, уверенный, что снаружи его дома скрывался Жавер, говорит Козетте, что надо быть готовой бежать из страны.
Накануне Парижского восстания 1832 года Вальжан готовится к отъезду; Козетта и Мариус в отчаянии из-за невозможности когда-либо встретиться вновь; Эпонина оплакивает утрату Мариуса; Мариус решает присоединиться к другим студентам в подготовке к грядущим беспорядкам; Жавер планирует шпионить за студентами и выявить их секреты; Тенардье надеются нажиться на мародёрстве, обирая трупы жертв будущих сражений («One Day More», рус. Ещё один день).
Действие второе
Студенты начинают возводить баррикаду («At the Barricade — Upon These Stones», рус. На баррикаде — На этих камнях). Жавер, замаскированный под одного из мятежников, добровольно предлагает «шпионить» за правительственными войсками. Мариус замечает Эпонину, переодевшуюся в мужскую одежду и вернувшуюся к революционерам. Он посылает её отнести письмо для Козетты, чтобы тем самым ещё и отправить её подальше от баррикад в безопасное место. Вальжан перехватывает письмо, пообещав передать его Козетте. Когда Эпонина уходит, Вальжан читает письмо и узнает об отношениях Мариуса и Козетты. Эпонина, бредущая по парижским улицам, решает вернуться к Мариусу на баррикаду вопреки его словам («On My Own», рус. В моих мечтах).
На баррикаде студенты бросают вызов армии, предложившей им сдаться или умереть. Жавер возвращается и рассказывает студентам, что правительство будет атаковать («Javert’s Arrival», рус. Прибытие Жавера), но Гаврош узнает в нём инспектора полиции и разоблачает («Little People», рус. Маленькие люди). Эпонина смертельно ранена, и она умирает на руках у Мариуса («A Little Fall of Rain», рус. Капельки дождя). В поисках Мариуса Вальжан идёт на баррикаду. Начинается первая битва, и он спасает Анжольраса, стреляя в снайпера («The First Attack», рус. Первая атака). В награду он просит лично убить Жавера, но вместо этого освобождает его и даже даёт свой адрес. Студенты ночью собираются с силами («Drink With Me», рус. Выпей со мной), в то время как Вальжан молится Богу, прося уберечь Мариуса в будущем штурме («Bring Him Home», рус. Верни его домой).
Приближается рассвет, и Анжольрас понимает, что люди не придут им на помощь. Он отсылает с баррикад женщин и тех, у кого есть дети, но сам решает продолжить борьбу («Dawn of Anguish», рус. Мучительный рассвет). Во время второго нападения заканчиваются боеприпасы, и Гаврош совершает вылазку, собирая патроны с трупов солдат перед баррикадой. Когда он бежит назад вместе с пулями, в него стреляют три раза и убивают («The Second Attack / Death of Gavroche», рус. Вторая атака/Смерть Гавроша). Анжольрас и остальные студенты понимают, что скорее всего тоже умрут. Армия в последний раз предлагает сдаться, но мятежники отказываются, и в решающем сражении погибают все, кроме Вальжана и Мариуса («The Final Battle», рус. Последняя битва).
Вальжан, неся раненного Мариуса на спине, уходит через канализацию. Тенардье также находится в канализации, воруя ценности с тел убитых и иронизируя за своим занятием («Dog Eat Dog — The Sewers», рус. Пожирая своего — Клоака). Тенардье снимает кольцо с руки Мариуса, пока Вальжан отдыхает, и спешно сбегает, видя, что Вальжан не мёртв и встаёт. Вальжан достигает выхода из канализации и сталкивается с поджидающим его Жавером. Вальжан просит у Жавера ещё один час свободы, чтобы отнести Мариуса к доктору, и Жавер, скрепя сердце, соглашается. Когда Вальжан уходит, Жавер, будучи не в силах принять помилование, дарованное ему Вальжаном, совершает самоубийство, бросаясь в Сену («Javert’s Suicide», рус. Самоубийство Жавера).
На улицах женщины оплакивают гибель молодых студентов («Turning», рус. По кругу). Мариус тоже скорбит по своим потерянным друзьям («Empty Chairs at Empty Tables», рус. Пустые стулья за пустыми столами). Сам он задаётся вопросом, на который невозможно найти ответ — кто спас его тогда на баррикаде? Козетта утешает Мариуса и обещает никогда не покидать его («Every Day», рус. Каждый день). Вальжан признаётся Мариусу, что он беглый каторжник, и говорит, что должен уйти, поскольку его присутствие подвергает опасности Козетту («Valjean’s Confession», рус. Признание Вальжана). Он заставляет Мариуса пообещать, что Козетта никогда не узнает правду. Мариус делает лишь неуверенную попытку его удержать.
Мариус и Козетта женятся («Wedding Chorale», рус. Свадебный хор). Тенардье под личинами «барона и баронессы де Тенар» срывают свадьбу и говорят Мариусу, что Вальжан — убийца, говоря, что они видели, как он нёс труп через канализацию после того, как рухнули баррикады. Тенардье показывает ему кольцо, которое он взял у трупа, и Мариус понимает, что был «трупом» и что именно Вальжан спас ему жизнь. Мариус отвесил Тенардье тумака, и молодожёны уезжают, оставив чету Тенардье наслаждаться застольем и праздновать по поводу того, что они остались в живых («Beggars at the Feast», рус. Нищие на банкете).
Между тем Вальжан, не имеющий больше повода для жизни, готовится встретить свою смерть. Души Фантины и Эпонины приходят забрать его на небеса, и Мариус и Козетта, ворвавшись в комнату, успевают попрощаться с ним, а Мариус — ещё и поблагодарить за своё чудесное спасение с баррикад («Valjean’s Death», рус. Смерть Вальжана). Вальжан даёт Козетте прочитать свою исповедь, засыпает, и призраки Фантины и Эпонины ведут его в Рай, где окончится его долгая битва. Все персонажи, живые и умершие, выходят на сцену и вопрошают снова: «Do You Hear the People Sing?» («Finale», рус. Финал).

## Действующие лица
| Персонаж                                          | Тембр                        | Описание |
| ------------------------------------------------- | ---------------------------- | --- |
| Жан Вальжан                                       | драматический тенор          | Заключённый № 24601. Попал в тюрьму за кражу хлеба для своей голодающей семьи. После освобождения пересекается с епископом Диньским и решает вести праведную жизнь. Был мэром города Монтрёй-сюр-Мер, но вынужден был открыть свою личность, чтобы спасти из тюрьмы невиновного. Воспитывал приёмную дочь Эфрази (Козетту), которую взял на попечение после смерти её матери Фантины, в которой он винил себя. Участвовал в вооружённых беспорядках на парижских улицах после смерти генерала Ламарка. Умирает в конце мюзикла. |
| Инспектор Жавер                                   | баритон или бас-баритон      | Надзиратель в тюрьме, где сидел Вальжан, позже инспектор в Монтрёй-сюр-Мер, позже инспектор в Париже. Главный противник Жана Вальжана, считающий, что «однажды укравший — вор навсегда». Кончает жизнь самоубийством после крушения своих идеалов. |
| Епископ Диньский                                  | баритон                      | Помогает Жану Вальжану в трудную минуту, когда все двери захлопываются перед ним. Не раскрывает полиции, что Вальжан украл у него подсвечники, тем самым даёт ему шанс начать новую жизнь. |
| Фантина                                           | лирическое меццо-сопрано     | Молодая женщина, которую любовник бросил с ребёнком на руках. Она оставила дочь у супругов Тенардье в надежде, что они позаботятся о ней вместе с их родной дочерью. Работала на фабрике, но её выгнали оттуда после того, как узнали о ребёнке. Вынуждена была стать проституткой. После стычки с Жавером Вальжан поместил Фантину в больницу, где она умерла, попросив Вальжана позаботиться о Козетте. В конце мюзикла появляется как дух и благодарит Вальжана за все, сделанное для её дочери.                             |
| маленькая Козетта                                 | детское сопрано              | Дочь Фантины. Живёт у супругов Тенардье, которые превратили её в служанку в кабаке. Уходит с Жаном Вальжаном после того, как он платит Тенардье 1500 франков за её свободу, и забывает своё детство как страшный сон. |
| мадам Тенардье                                    | контральто                   | Жена хозяина кабака Тенардье. Корыстная, хитрая женщина, не слишком уважает своего мужа, но любит свою дочь. |
| Тенардье                                          | баритон                      | Хозяин кабака, мелкий вор. После разорения промышлял жульничеством и разбоем. Во время падения баррикад мародерствовал. Сам того не ведая, раскрывает Мариусу имя его истинного спасителя. |
| Гаврош                                            | детское сопрано              | «Принц парижских улиц», мальчик, помогающий революционным студентам. Погибает на баррикадах. |
| Анжольрас                                         | баритон или тенор            | Предводитель революционных студентов. Погибает на баррикадах. |
| Мариус Понмерси                                   | тенор или лирический баритон | Богатый молодой человек, но порвал отношения с семьёй. Влюблён в Козетту, дружит с Эпониной. Присоединился к революционному студенческому движению, был серьёзно ранен на баррикадах, откуда его вынес Жан Вальжан. В конце мюзикла женится на Козетте. |
| Эпонина                                           | меццо-сопрано                | Дочь Тенардье, когда-то обеспеченная всем, теперь одевается в обноски. До некоторого времени промышляет в банде отца. Влюблена в Мариуса, но тот её не замечает. Помогает Мариусу найти Козетту. Умирает у него на руках, возвращаясь на баррикады. |
| Эфрази (Козетта)                                  | сопрано                      | Дочь Фантины, приёмная дочь Вальжана. Влюблена в Мариуса Понмерси. Хочет узнать о своём прошлом больше, чем помнит сама. В конце мюзикла она выходит замуж за Мариуса и узнает всю правду от умирающего Вальжана. |
| Грантэр                                           | тенор, реже баритон          | Один из группы революционных студентов, вечно пьян. Боготворит Анжольраса. Первым заводит речь о смерти на баррикадах. |
|                                                   |                              | |
| Комбефер, Фёйи, Куфейрак, Жоли, Легле, Жан Прувер | тенор, баритон               | Революционные студенты, члены организации «Друзья униженных». Погибают на баррикадах. |
| Брюжон, Бабе, Клаксу, Монпарнас                   | тенор, баритон               | Члены банды Тенардье |

### Наиболее известные составы
| Персонаж       | Оригинальный состав (Лондон, 1985 г.) | Бродвей, 1987 г.       | 10-летие мюзикла (1995 г.) | Бродвей, 2006 г.                                          | 25-летие мюзикла (2010 г.) |
| -------------- | ------------------------------------- | ---------------------- | -------------------------- | --------------------------------------------------------- | -------------------------- |
| Жан Вальжан    | Колм Уилкинсон                        | Колм Уилкинсон         | Колм Уилкинсон             | Александер Джеминани                                      | Элфи Боу                   |
| Жавер          | Роджер Аллам                          | Теренс Манн            | Филипп Куаст               | Норм Льюис                                                | Норм Льюис                 |
| Фантина        | Пэтти Люпон                           | Рэнди Граф             | Руфи Хеншол                | Дафна Рубин-Вега, Леа Салонга, Джуди Кунн                 | Леа Салонга                |
| Эпонина        | Фрэнсис Раффелл                       | Фрэнсис Раффелл        | Леа Салонга                | Селия Кинан-Болджер                                       | Саманта Баркс              |
| Тенардье       | Алан Армстронг                        | Лео Бурместер          | Алан Армстронг             | Гэри Бич                                                  | Мэтт Лукас                 |
| Мадам Тенардье | Сюзан Джейн Таннер                    | Дженифер Батт          | Дженни Галлоуэй            | Дженни Галлоуэй                                           | Дженни Галлоуэй            |
| Мариус         | Майкл Болл                            | Давид Брайант          | Майкл Болл                 | Адам Джейкобс                                             | Ник Джонас                 |
| Козетта        | Ребекка Кейн                          | Джуди Кунн             | Джуди Кунн                 | Али Еволдт                                                | Кэти Холл                  |
| Анжольрас      | Давид Бёрт                            | Майкл Магвайр          | Майкл Магвайр              | Аарон Лазар, Макс фон Эссен                               | Рамин Каримлу              |
| Гаврош         | Йен Такер Оливер Спенсер Лиза Хейден  | Брэден Даннер РДи Робб | Адам Сирлес                | Байан Д’Аддарио, Остин Майерс Джейкоб Левин Скай Райнфорт | Робер Мэдж                 |
| Грантэр        | Клайв Картер                          | Энтони Кривелло        | Энтони Кривелло            | Дрю Сэрич                                                 | Хэдли Фрейзер              |

## Постановки

### Оригинальная французская постановка

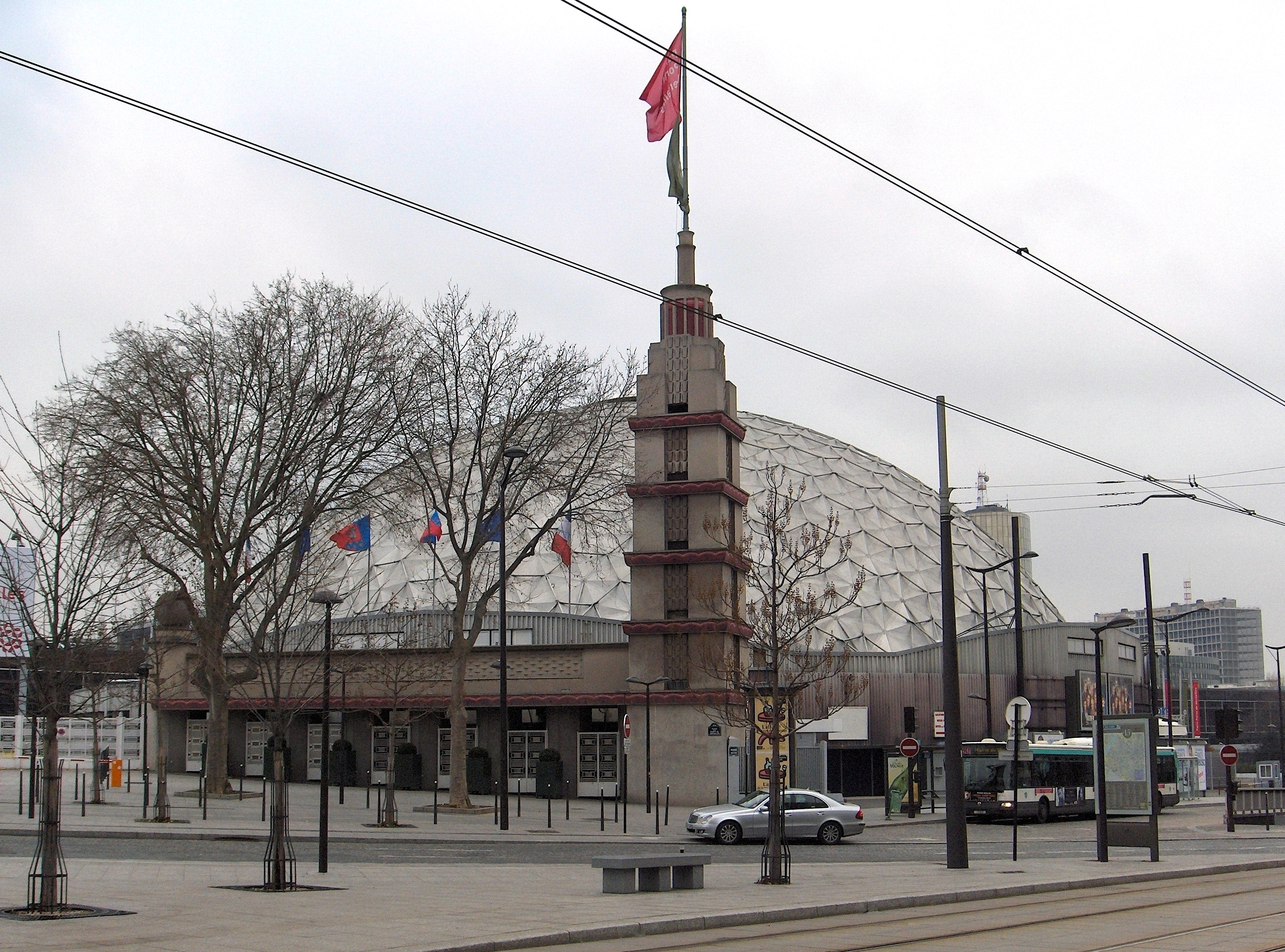
Дворец спорта в Париже — место первой постановки мюзикла.

Идея создать мюзикл из романа Виктора Гюго появилась у французского автора песен Алена Бублиля во время представления мюзикла «Оливер!» в Лондоне.

Когда на сцене появился Искусный Доджер, я тут же представил себе Гавроша. Это было словно удар в солнечное сплетение. Я увидел всех героев «Отверженных» Виктора Гюго: Вальжана, Жавера, Гавроша, Козетту, Мариуса и Эпонину — в моей голове они смеялись, плакали и пели на сцене.
Оригинальный текст (англ.)As soon as the Artful Dodger came onstage, Gavroche came to mind. It was like a blow to the solar plexus. I started seeing all the characters of Victor Hugo's Les Misérables—Valjean, Javert, Gavroche, Cosette, Marius, and Éponine—in my mind's eye, laughing, crying, and singing onstage.
Он поделился идеей с французским композитором Клодом-Мишелем Шёнбергом, и они разработали предварительный сценарий. Они анализировали физическое и эмоциональное состояние каждого героя, а также реакцию публики на них. Затем Шёнберг начал писать музыку, а Бублиль — работать над текстами. По словам Алена Бублиля, он стал писать тексты только после того, как решил для себя, о чём будет каждая песня и как она будет называться. Два года спустя была записана пробная двухчасовая кассета, где Шёнберг сам пел все роли и аккомпанировал себе на фортепиано. Концепт-альбом с этим материалом был записан в 1980 года. Роль Жана Вальжана исполнял Морис Баррие, Жавера — Жак Мерсие, Фантины — Роз Лоран, Тенардье — Иван Дотен, Мадам Тенардье — Мари-Франс Руссель, Мариуса — Ришар Девит, Козетты — Фабьен Гийон, Эпонины — Мари-Франс Дюфур, Анжольраса — Мишель Сарду, Гавроша — Фабрис Бернар, Комбефера — Сальваторе Адамо.
В сентябре 1980 года сценическая версия была поставлена во Дворце спорта в Париже, режиссёр — Робер Оссейн. За 100 представлений спектакль посетили более 500 тысяч человек. Большая часть состава осталась неизменной после записи концепт-альбома.
Исключение составили Жал Валле в роли Жавера, Мариан Мий в роли Эпонины, Кристиан Ратейин в роли Анжольраса, Рене-Луи Барон в роли Комбефера.

### Лондонская постановка

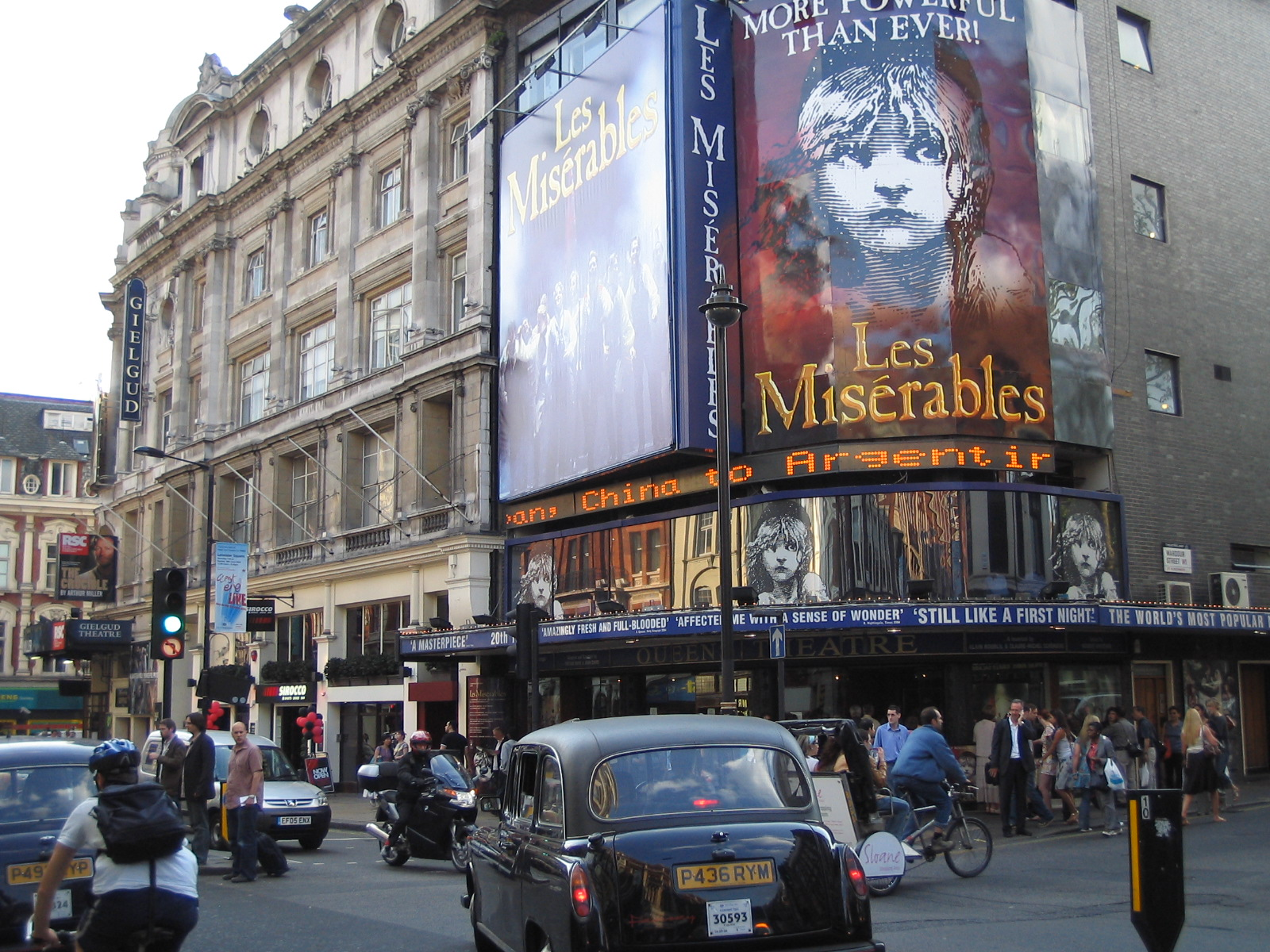
«Отверженные» в Королевском театре

Авторы английского либретто Герберт Крецмер и Джеймс Фентон значительно переработали и увеличили его текст. Они отошли от дословного перевода французского либретто, сделанного Шивон Брэйк, добавив пролог, рассказывающий предысторию Жана Вальжана. Текст Крецмера оказался не прямым переводом с французского. Таковым являлась только одна третья либретто. Ещё одна треть представляла собой «адаптацию на английский», и последняя треть — абсолютно новый текстовый материал. Большинство текстов было написано так, чтобы петь их речитативом. Исполнители могли использовать речь и не подстраиваться под музыкальное сопровождение
Продюсер Камерон Макинтош и режиссёры Тревор Нанн и Джон Кейрд представили первую постановку «Отверженных» на английском языке спустя пять лет после её французской премьеры 8 октября 1985 года. Премьера состоялась в Центре искусств Барбикэн в Лондоне силами Королевской шекспировской компании, которая получила значительный доход от этой совместной постановки. Предварительные показы начались 28 сентября 1985 года.
Декорации были созданы Джоном Напьером, костюмы Андреаном Неофиту, свет — Дэвидом Херси. Дирижировал и осуществлял музыкальное руководство Джон Кэмерон, который принимал участие в создании оркестровок ещё для французского концепт-альбома.
Роли в оригинальном лондонском составе исполняли: Колм Уилкинсон — Жан Вальжан, Роджер Аллам — инспектор Жавер, Кен Кэсуэлл — епископ Диньский, Пэтти Люпон — Фантина, Сюзан Джейн Таннер — мадам Тенардье, Алан Армстронг — Тенардье, Фрэнсис Раффелл — Эпонина, Ребекка Кейн — Козетта, Майкл Болл — Мариус, Давид Бёрт — Анжольрас, Йен Такер, Оливер Спенсер, Лиза Хейден — Гаврош.
4 декабря 1985 года спектакль переехал в театр Палас. Он шёл там до апреля 2004 года, когда он снова сменил «место прописки» на Королевский театр. 5 января 2010 года спектакль был дан в 10-тысячный раз. В 2009 году для гастрольной версии мюзикла была создана новая редакция, она же использовалась для концерта, посвященного 25-летию мюзикла.
В июле 2019 года театр закрылся на масштабную реставрацию, «Отверженные» переместились в концертном исполнении на сцену близлежащего театра Гилгуд. Театр открылся 18 декабря 2019 года под новым именем — театр Сондхайма, названный так в честь одного из величайших композиторов музыкального театра современности Стивена Сондхайма. Запись концертного состава с участием Элфи Боу (Жан Вальжан), Майкла Болла (Жавер), Мэтта Лукаса (Тенардье), Кэри Хоуп Флетчер (Фантина) была показана в кинотеатрах Великобритании 2 декабря 2019 года. В Театре Сондхейма идет новая редакция 2009 года.

### Оригинальная бродвейская постановка
Предварительные показы мюзикла в США шли в Оперном театра Центра искусств им. Джона Кеннеди в Вашингтоне в течение восьми недель, с декабря 1986 года по февраль 1987 года.
Премьера на Бродвее открылась 12 марта 1987 года в Бродвейском театре. Билеты на постановку, на которую потратили четыре с половиной миллиона долларов, зрители заранее забронировали на сумму превышающую 4 миллиона долларов.
Спектакль претерпел некоторые изменения. Было улучшено освещение и световые эффекты сцены самоубийства Жавера.
Бублиль рассказывал:

Переезд из Лондона в Соединённые Штаты потребовал определённых усовершенствований. Мы воспользовались этой возможностью, чтобы обдумать и улучшить, переписать некоторые мелочи, которые, наверное, никто не заметит. Но для нас это долгие ночи работы. Есть такие вещи, на которые в Лондоне ни в кого не хватило времени, и теперь это замечательный шанс исправить их. Никто, возможно, и не заметит, но мы будем очень счастливы, если мы сможем улучшить шоу. Мы хотим, чтобы это стало финальной версией.— The New York Times, 6 декабря 1986 г.
Были удалены две песни: полный номер Гавроша «Little People» (Маленькие люди) и песня взрослой Козетты «I Saw Him Once» (Я видела его однажды). Её заменил маленький отрывок перед песней «In My Life» (В моей жизни). Были внесены изменения в слова песни Жавера «Stars» (Звёзды). Она стала заканчиваться строками «…в этом я клянусь перед звёздами», в то время как в лондонской постановке окончание звучало, как «…продолжаю смотреть в ночь».
Оригинальный бродвейский состав: Жан Вальжан — Колм Уилкинсон, Мариус — Давид Брайант, Козетта — Джуди Кунн, Анжольрас — Майкл Магвайр, Эпонина — Фрэнсис Раффелл, Брэден Даннер — Гаврош, маленькая Козетта — Донна Вивино, мадам Тенардье — Дженифер Батт, Тенардье — Лео Бурместер, Фантина — Рэнди Граф, Жавер — Терренс Манн.
Мюзикл шёл в Бродвейском театре до 10 октября 1990 года, после чего переехал в театр «Империал». Закрытие было запланировало на 15 марта 2003 года, но перенесено из-за повышенного зрительского интереса. Согласно статье в эдинбургской газете The Scotsman, продажи подскочили в октябре, когда Камерон объявил, что шоу закроется в марте." За 18 лет на бродвейской сцене было дано 6 680 представлений «Отверженных». Ко времени своего закрытия 18 мая 2003 года он был вторым по продолжительности бродвейским шоу в истории, уступая только «Кошкам» Эндрю Ллойда Уэббера. В 2006 году его обошёл «Призрак оперы».

### Возобновлённая бродвейская постановка (2006 год)
Спустя всего три года после закрытия «Отверженные» снова открылись на Бродвее 9 ноября 2006 года в театре Бродхёрст. Сначала было заявлено ограниченное число представлений, впоследствии дату окончания оставили открытой.

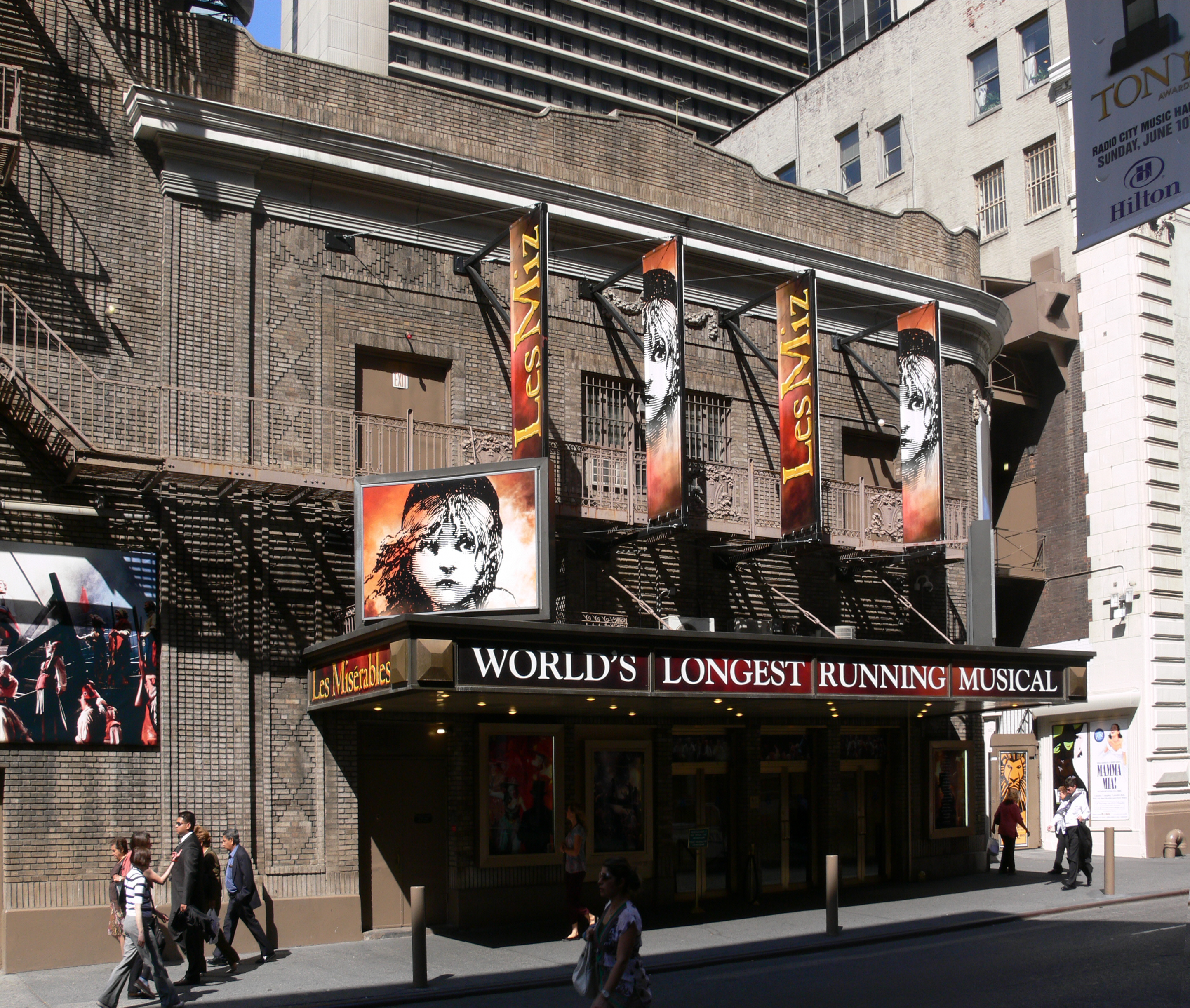
«Отверженные» в театре Бродхёрст, 2007 год

В постановке использовались декорации, костюмы и освещение из закончившегося весной 2006 года третьего национального американского тура. Изменения были незначительны. Они включили в себя усовершенствованную постановку света, а также использование артистами дополнительного пространства сцены, которое было получено за счёт включение в него двух крайних лож с каждой стороны.
Изъятия из пролога, которые были сделаны во время первого бродвейского проката, были возвращены в сценарий. В спектакль полностью вернулась сцена смерти Гавроша (известная как «Ten Little Bullets» — Десять маленьких пуль), которая была вырезана ещё во время Лондонской постановки. К большинству музыкального материала были написаны новые оркестровки.
Возобновлённый бродвейский состав включал в себя Александер Джеминани в роли Жана Вальжана, Норма Льюиса в роли Жавера, Дафну Рубин-Вега — Фантины, Селию Кинан-Болджер — Эпонины, Аарона Лазара — Анжольраса, Адама Джейкобса — Мариуса, Али Эволдт — Козетты, Гэри Бича — Тенардье, Дженни Галлоуэй — мадам Тенардье, Дрю Сэрича — Грантэра.
Леа Салонга, которая до этого исполняла роль Эпонины в концерте, посвящённом 10-летию мюзикла, заменила Дафну Рубин-Вега 2 марта 2007 года. Энн Харада заменила Дженни Галлоуэй в роли мадам Тенардье 24 апреля 2007 года. К составу присоединился Макс фон Эссен в роли Анжольраса, Мэнди Бруно — в роли Эпонины. С 23 июля 2007 года Дрю Сэрич стал исполнять роль Вальжана вместо покинувшего проект Джеминани. 5 сентября 2007 года было объявлено, что Джон Оуэн-Джонс, исполняющий эту роль в Вест-Энде, присоединится к бродвейской постановке. Сэрич, в свою очередь, отправился в Лондон. Джуди Кунн, первая бродвейская исполнительница роли Козетты, вернулась в шоу в роли Фантины, заменив Леа Салонгу.
Постановка закрылась 6 января 2008 года. Вместе с оригинальной постановкой, «Отверженные» выдержали 7 176 представлений на Бродвее.

### Возобновлённая бродвейская постановка (2014 год)
«Отверженные» возвращаются на Бродвей в театр Империал 23 марта 2014 года, предварительные показы начнутся 1 марта 2014 года. Продюсером снова станет Камерон Макинтош, а Элфи Боу, который исполнял роль Вальжана в концерте, посвящённом 25-летию мюзикла, вёл переговоры, чтобы повторить эту роль на Бродвее. Однако 22 октября 2013 года было объявлено, что главную роль будет исполнять Рамин Каримлу. С 2013 года он поёт партию Вальжана в возобновлённой постановке в Торонто. Помимо этого, он участвовал в концерте, посвящённом 25-летию мюзикла в роли Анжольраса. К нему присоединились Уилл Свенсон (Жавер), Кэсси Левай (Фантина), обладательница Тони Никки М.Джеймс (Эпонина), Энди Минтус (Мариус) и Шарлотта Малтби (Козетта).

### Планы создания российской версии
В конце 90-х годов мюзикл «Отверженные» планировали поставить в России Георгий Васильев и Алексей Иващенко. Для осуществления замысла была создана продюсерская компания «Линк» и приобретены права на мюзикл у авторов оригинальной постановки. Тем не менее, кризис 1998 года помешал осуществлению проекта. Иващенко и Васильев занялись написанием либретто к собственному мюзиклу, получившему название «Норд-Ост». Премьера состоялась 19 октября 2001 года.

## Концертные постановки

### 10-летие мюзикла

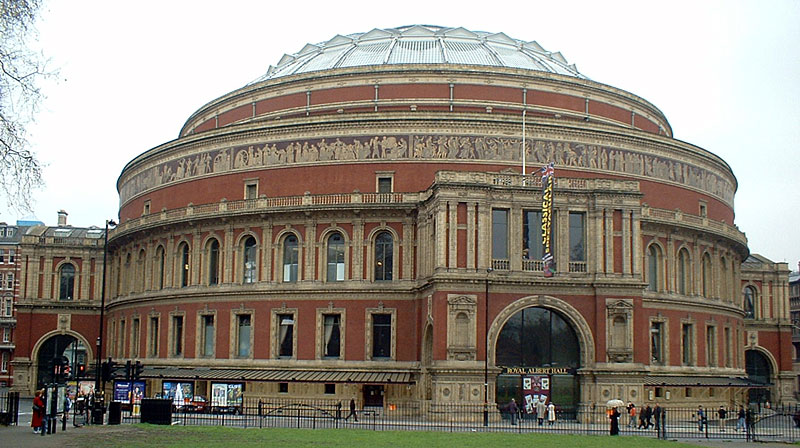
Королевский Альберт Холл

8 октября 1995 года спектакль отметил своё десятилетие большим концертом в Ройал Альберт Холле. Эта версия включала практически полную сценическую оркестровку, исключая только сцену смерти Гавроша, ссору Мариуса и супругов Тенардье на свадьбе и сцену на парижских улицах в середине первого действия. Камерон Макинтош лично отобрал в состав, который потом стал назваться «Лучшим составом „Отверженных“» (Les Misérables Dream Cast — досл. «состав мечты»), актёров из англоязычных постановок по всему миру. Музыкальное сопровождение обеспечивал британский Королевский филармонический оркестр под руководством дирижёра Дэвида Чарльза Абелла. Концерт завершился выступлением 17 исполнителей роли Жана Вальжана из различных постановок, которые спели «Do You Hear the People Sing?» (Вы слышите, как поет народ?) каждый по несколько строк на своём родном языке. Состав исполнителей концерта: Колм Уилкинсон — Жан Вальжан, Филипп Куаст — Жавер, Пол Монахан — епископ Диньский, Руфи Хеншол — Фантина, Ханна Чик — маленькая Козетта, Дженни Галлоуэй — мадам Тенардье, Алан Армстронг — Тенардье, Адам Сирлес — Гаврош, Майкл Магвайр — Анжольрас, Майкл Болл — Мариус, Джуди Кунн — Козетта, Леа Салонга — Эпонина, Энтони Кривелло — Грантэр.

### 25-летие мюзикла
Концерт, посвящённый 25-летию «Отверженных», прошёл на O2 Арене в Лондоне 3 октября 2010 года.
Состав концертов включил как исполнителей ролей в тот момент в Лондоне и на Бродвее, так и приглашённых солистов
Дирижёром оркестра, как и в 10-летнем юбилейном концерте, был Дэвид Чарльз Абелл.

Элфи Боу — Жан Вальжан

Норм Льюис — Жавер

Леа Салонга — Фантина

Саманта Баркс — Эпонина

Мэтт Лукас — Тенардье

Дженни Галлоуэй — мадам Тенардье

Ник Джонас — Мариус

Кэти Холл — Козетта

Рамин Каримлу — Анжольрас

Эрл Карпентер — епископ Диньский

Роберт Мэдж — Гаврош

Хэдли Фрейзер — Грантэр
После завершения основной части зрители увидели, как четыре разных Жана Вальжана спели «Bring Him Home» («Приведи его домой»): Колм Уилкинсон (первый Жан Вальжан), Джон Оуэн-Джонс (Вальжан из тура, посвящённого 25-летию мюзикла), Саймон Боумен (текущий лондонский состав) и Элфи Боу. После этого оригинальный состав 1985 года исполнил «One day more» («Ещё один день»). В конце представления в едином хоре слились концертный состав, текущий состав лондонской постановки, состав международного тура и участники школьных постановок мюзикла, образовав в зале ансамбль из более чем трёхсот исполнителей и музыкантов. Вечерний концерт транслировался в прямом эфире в кинотеатрах Великобритании, Ирландии и в некоторых других странах.
В конце концерта Камерон Макинтош объявил о начале производства фильма по мюзиклу «Отверженные».

### Другие концертные постановки
Одна из первых концертный постановок состоялась в замке Кардифф с помощью продюсерской компании «Эрл Карпентер Консертс». В 1989 году состоялась концерт в Торонто в Роджерс Центре. В этом же году состоялась самая большая концертная постановка, на которой присутствовали примерно 125 тысяч человек, в парке Домэйн в Сиднее в рамках празднования Дня Австралии. К 200-летию со дня рождения Виктора Гюго был приурочен специальный концертный тур по Скандинавии.
В ноябре 2004 года, чтобы отметить столетие заключения англо-французских антиколониальных соглашений, Королева Елизавета II пригласила артистов мюзикла «Отверженные» выступать в Виндзорском замке для неё и президента Франции Жака Ширака. Это был первый случай, когда мюзикл был поставлен в королевской резиденции. Состав включал в себя всех артистов, игравших в постановке на тот момент, и хор из предыдущих исполнителей. В качестве звёздных гостей были приглашены Майкл Болл — оригинальный исполнитель роли Мариуса — на роль Жана Вальжана и Майкл МакКарти на роль Жавера.
В августе 2008 года состоялся большой концерт в открытом амфитеатре Голливуд-боул в Лос-Анджелесе. В нём участвовали Джей Марк МакВей в роли Жана Вальжана, звезда телесериала «Офис» Мелора Хардина в роли Фантины, известный бродвейский актёр Брайан Митчел в роли Жавера, звезда сериала «Хор» Леа Мишель в роли Эпонины, обладатель Тони Джон Ллойд Йанг в роли Мариуса, звезда Вест-Энда Том Лоу в роли Анжольраса.

## Список музыкальных номеров
Согласно Complete Symphonic Recording.

|    | Название (перевод)                                                                         | Исполняют                                                                               |
| -- | ------------------------------------------------------------------------------------------ | --------------------------------------------------------------------------------------- |
| 1  | «Prologue: Work Song» (Пролог: песня заключённых)                                          | заключённые, Жавер, Жан Вальжан                                                         |
| 2  | «Prologue: On Parole» (Пролог: после освобождения)                                         | Вальжан, фермер, рабочий, жена хозяина кабака, хозяин кабака, епископ Диньский          |
| 3  | «Prologue: Valjean Arrested, Valjean Forgiven» (Пролог: Вальжан арестован, Вальжан прощён) | офицеры, епископ Диньский                                                               |
| 4  | «Prologue: What Have I Done?» (Пролог: Что я наделал?)                                     | Вальжан                                                                                 |
| 5  | «At the End of the Day» (В конце дня)                                                      | бедняки, надзиратель, рабочие, работницы, Фантина, Вальжан                              |
| 6  | «I Dreamed a Dream» (У меня была мечта)                                                    | Фантина                                                                                 |
| 7  | «Lovely Ladies» (Милые дамочки)                                                            | моряки, проститутки, сутенёр, Фантина                                                   |
| 8  | «Fantine’s Arrest» (Фантину арестовывают)                                                  | Батамабуа, Фантина, Жавер, Вальжан                                                      |
| 9  | «The Runaway Cart» (Сорвавшаяся телега)                                                    | горожане, Вальжан, Фошлеван, Жавер                                                      |
| 10 | «Who Am I? / The Trial» (Кто я? / Суд)                                                     | Вальжан                                                                                 |
| 11 | «Fantine’s Death: Come to Me» (Смерть Фантины: подойди ко мне)                             | Фантина, Вальжан                                                                        |
| 12 | «The Confrontation» (Противостояние)                                                       | Жавер и Вальжан                                                                         |
| 13 | «Castle on a Cloud» (Замок на облаке)                                                      | маленькая Козетта, мадам Тенардье                                                       |
| 14 | «Master of the House» (Трактирщик)                                                         | Тенардье, мадам Тенардье, посетители                                                    |
| 15 | «The Well Scene» (У колодца)                                                               | Вальжан, маленькая Козетта                                                              |
| 16 | «The Bargain / The Thénardier Waltz of Treachery» (Сделка / Вальс Тенардье о бесчестности) | Тенардье, мадам Тенардье, Вальжан                                                       |
| 17 | «Look Down» (Смотри вниз)                                                                  | Гаврош, нищие, старуха, проститутка, сутенёр, Анжольрас, Мариус                         |
| 18 | «The Robbery» (Ограбление)                                                                 | Тенардье, мадам Тенардье, Мариус, Эпонина, Вальжан                                      |
| 19 | «Javert’s Intervention» (Вмешательство Жавера)                                             | Жавер, Тенардье                                                                         |
| 20 | «Stars» (Звёзды)                                                                           | Жавер                                                                                   |
| 21 | «Éponine’s Errand» (Поручение для Эпонины)                                                 | Эпонина, Мариус                                                                         |
| 22 | «ABC Café / Red and Black» (Кафе ABC / Красный и чёрный)                                   | студенты, Анжольрас, Мариус, Грантэр, Гаврош                                            |
| 23 | «Do You Hear the People Sing?» (Вы слышите, как поет народ?)                               | Анжольрас, Грантэр, Фёйи, студенты                                                      |
| 24 | «In My Life» (В моей жизни)                                                                | Козетта, Вальжан, Мариус, Эпонина                                                       |
| 25 | «A Heart Full of Love» (Сердце, полное любви)                                              | Мариус, Козетта, Эпонина                                                                |
| 26 | «The Attack on the Rue Plumet» (Нападение на Рю Плюме)                                     | Тенардье, банда, Эпонина, Мариус, Вальжан, Козетта                                      |
| 27 | «One Day More» (Ещё один день)                                                             | Вальжан, Мариус, Козетта, Эпонина, Анжольрас, Жавер, супруги Тенардье, гаврош, студенты |

|    | Название (перевод)                                                               | Исполняют                                          |
| -- | -------------------------------------------------------------------------------- | -------------------------------------------------- |
| 28 | «Building the Barricade (Upon These Stones)» (На этих камнях)                    | Анжольрас, Жавер, Мариус, Эпонина, Вальжан         |
| 29 | «On My Own» (В одиночестве)                                                      | Эпонина                                            |
| 30 | «At the Barricade (Upon These Stones)» (На баррикаде)                            | Анжольрас, студенты, офицеры                       |
| 31 | «Javert’s Arrival» (Жавер приходит на баррикады)                                 | Жавер и Анжольрас                                  |
| 32 | «Little People» (Маленькие люди)                                                 | Гаврош, студенты, Анжольрас, Жавер                 |
| 33 | «A Little Fall of Rain» (Капельки дождя)                                         | Эпонина и Мариус                                   |
| 34 | «Night of Anguish» (Ночь горя)                                                   | Анжольрас, Мариус, Вальжан, студенты               |
| 35 | «The First Attack» (Первая атака)                                                | Анжольрас, Грантэр, студенты, Вальжан, Жавер       |
| 36 | «Drink with Me» (Выпей со мной)                                                  | Грантэр, студенты, Мариус                          |
| 37 | «Bring Him Home» (Приведи его домой)                                             | Вальжан                                            |
| 38 | «Dawn of Anguish» (Рассвет горя)                                                 | Анжольрас и студенты                               |
| 39 | «The Second Attack (Death of Gavroche)» (Вторая атака / Смерть Гавроша)          | Гаврош, Анжольрас, Мариус, Вальжан, Фёйи, студенты |
| 40 | «The Final Battle» (Последний бой)                                               | офицер, Анжольрас, Грантэр, студенты               |
| 41 | «Dog Eats Dog (The Sewers)» (Псы жрут псов (Клоака)                              | Тенардье                                           |
| 42 | «Soliloquy (Javert’s Suicide)» (Монолог — самоубийство Жавера)                   | Жавер и Вальжан                                    |
| 43 | «Turning» (Бег по кругу)                                                         | женщины                                            |
| 44 | «Empty Chairs at Empty Tables» (Пустые стулья за пустыми столами)                | Мариус                                             |
| 45 | «Every Day» (Каждый день)                                                        | Козетта, Мариус, Вальжан                           |
| 46 | «Valjean’s Confession» (Признание Вальжана)                                      | Мариус, Вальжан                                    |
| 47 | «Wedding Chorale» (Свадебный хор)                                                | гости, супруги Тенардье, Мариус                    |
| 48 | «Beggars at the Feast» (Нищие на празднике)                                      | супруги Тенардье                                   |
| 49 | «Valjean’s Death» (Смерть Вальжана)                                              | Вальжан, Фантина, Козетта, Мариус, Эпонина         |
| 50 | «Do You Hear The People Sing? — Reprise» (Вы слышите, как поет народ? — реприза) | Весь состав                                        |

## Аудиозаписи

### На английском языке

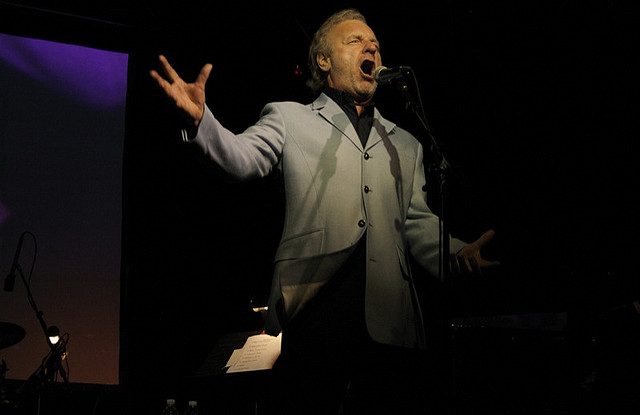
Песня «Bring Him Home» стала визитной карточкой актёра Колма Уилкинсона

На английском языке были сделаны основные записи мюзикла, в том числе
- запись основного лондонского состава
- запись основного бродвейского состава
- полная запись с симфоническим оркестром (Complete Symphonic Recording)
- запись концерта, посвященного 10-летию мюзикла
- запись состава, участвовавшего в туре, посвящённом 25-летию мюзикла
- запись концерта, посвящённого 25-летию мюзикла

Запись основного лондонского состава

Первый англоязычный альбом мюзикла. Альбом был записан в 1985 году, вскоре после премьеры. Он наиболее близок к оригинальному французскому демоальбому по музыкальному материалу. В том числе песня «Stars» записана до «Look down». К тому же эта запись единственная включает полную версию песни Козетты «I Saw Him Once».
Запись основного бродвейского состава

Запись была сделана в 1987 году. В неё включили произведённые в тексте и оркестровках изменения. Версия не является полной — из неё исключили песни, которые важны для сюжета, но вокально и музыкально не представляют особой ценности.
Полная запись с симфоническим оркестром 

Полная запись была сделана в 1988 году, выпущена в 1989. Она содержит весь музыкальный материал, который был написан для англоязычной постановки. Единственная запись, кроме этой, содержащая полный материал, — это запись чешского состава возобновлённой постановки. Сначала Камерон Макинтош планировал использовать австралийский состав мюзикла для этой записи , но затем он расширил свой замысел, пригласив интернациональную команду из разных постановок мюзикла. Дирижёр — Мартин Кох.
Альбом выиграл «Грэмми» в номинации Лучший состав музыкального шоу в 1991 году. Состав: Гэри Моррис — Жан Вальжан, Филипп Куаст — Жавер, Дебра Вирн — Фантина, Гэй Сопер — мадам Тенардье, Барри Джеймс — Тенардье, Кахо Шимада — Эпонина, Майкл Болл — Мариус, Энтон Уорлоу — Анжольрас, Трейси Шейн — Козетта.
Запись концерта, посвященного 10-летию мюзикла

Полная запись, сделанная во время концерта, отличается от предыдущих тем, что была сделана вживую в большом зале при участии оркестра и хора. В неё также включены исполнения «Do You Hear The People Sing?» семнадцатью Жанами Вальжанами и заключительное исполнение «One day more».

### На других языках
Помимо англоязычных постановок, практически каждый состав делал запись на своём родном языке.

| - 1980 год — французский демоальбом - 1987 год — оригинальный израильский состав - 1988 год — оригинальный норвежский состав - 1988 год — оригинальный венгерский состав - 1988 год — оригинальный австрийский состав - 1990 год — оригинальный шведский состав - 1991 год — оригинальный голландский состав - 1991 год — новый французский состав - 1992 год — оригинальный датский состав - 1992 год — оригинальный чешский состав - 1993 год — оригинальный корейский состав - 1993 год — оригинальный испанский состав - 1994 год — японский «синий» состав - 1994 год — японский «красный» состав | - 1996 год — немецкий состав (Дуйсбург) - 1996 год — шведский состав (Вермланд) - 1998 год — оригинальный бельгийский состав - 2003 год — японский «оранжевый» состав - 2003 год — японский «зелёный» состав - 2003 год — японский «светло-синий» состав - 2003 год — японский «фиолетовый» состав - 2003 год — немецкий состав (Берлин) - 2003 год — новый чешский состав - 2008 год — новый голландский состав - 2008 год — канадский состав (Квебек) - 2010 год — польский состав - 2010 год — испанский состав - 2011 год — чешский состав |

## Фильм
Роман Гюго «Отверженные» экранизировался очень много раз, но экранизация мюзикла, несмотря на его долгую историю, не выходила. Первые планы по экранизации появились в конце 1980-х годов. В 1992 году Камерон Макинтош объявил, что фильм выйдет в совместной постановке с TriStar Pictures, а режиссёром будет Брюс Бересфорд, однако позже отказался от этого проекта.
О том, что экранизация всё-таки состоится, Макинтош объявил спустя 18 лет, закрывая концерт, посвящённый 25-летию лондонской постановки «Отверженных». Экранизация, режиссёром которой стал Том Хупер, вышла в конце 2012 года. Главные роли сыграли Хью Джекман (Жан Вальжан), Энн Хэтэуэй (Фантина), Рассел Кроу (Жавер), Саша Барон Коэн (Тенардье), Хелена Бонэм Картер (мадам Тенардье), Аманда Сейфрид (Козетта) и Эдди Редмэйн (Мариус). Роль епископа Диньского исполнил Колм Уилкинсон. Фильм отличается от аналогичных постановок тем, что все актёры на съёмочной площадке пели вживую.

## Награды и номинации

### Лондонская постановка
| Год      | Премия                | Категория                                           | Номинант                                            | Итог      |
| -------- | --------------------- | --------------------------------------------------- | --------------------------------------------------- | --------- |
| 1985 год | Премия Лоренса Оливье | Лучший новый мюзикл                                 | Лучший новый мюзикл                                 | Номинация |
| 1985 год | Премия Лоренса Оливье | Лучшая мужская роль в мюзикле                       | Колм Уилкинсон                                      | Номинация |
| 1985 год | Премия Лоренса Оливье | Лучшая мужская роль в мюзикле                       | Алан Армстронг                                      | Номинация |
| 1985 год | Премия Лоренса Оливье | Лучшая женская роль в мюзикле                       | Пэтти Люпон                                         | Победа    |
| 2012 год | Премия Лоренса Оливье | Специальная награда зрителей самому популярному шоу | Специальная награда зрителей самому популярному шоу | Победа    |
| 2014 год | Премия Лоренса Оливье | Специальная награда зрителей самому популярному шоу | Специальная награда зрителей самому популярному шоу | Победа    |

### Оригинальная бродвейская постановка
| Год      | Премия     | Категория                                   | Номинант                              | Итог      |
| -------- | ---------- | ------------------------------------------- | ------------------------------------- | --------- |
| 1987 год | Тони       | Лучший мюзикл                               | Лучший мюзикл                         | Победа    |
| 1987 год | Тони       | Лучшее либретто мюзикла                     | Клод-Мишель Шёнберг и Ален Бублиль    | Победа    |
| 1987 год | Тони       | Лучший оригинальный сценарий                | Клод-Мишель Шёнберг и Герберт Крецмер | Победа    |
| 1987 год | Тони       | Лучшая мужская роль                         | Колм Уилкинсон                        | Номинация |
| 1987 год | Тони       | Лучшая мужская роль                         | Терренс Манн                          | Номинация |
| 1987 год | Тони       | Лучшая мужская роль второго плана в мюзикле | Майкл Магвайр                         | Победа    |
| 1987 год | Тони       | Лучшая женская роль второго плана в мюзикле | Джуди Кунн                            | Номинация |
| 1987 год | Тони       | Лучшая женская роль второго плана в мюзикле | Фрэнсис Раффелл                       | Победа    |
| 1987 год | Тони       | Лучшая режиссура мюзикла                    | Тревор Нанн и Джон Кейрд              | Победа    |
| 1987 год | Тони       | Лучшие декорации                            | Джон Напьер                           | Победа    |
| 1987 год | Тони       | Лучшие костюмы                              | Андреан Неофиту                       | Номинация |
| 1987 год | Тони       | Лучшая постановка света                     | Дэвид Херси                           | Победа    |
| 1987 год | Драма Деск | Лучший мюзикл                               | Лучший мюзикл                         | Победа    |
| 1987 год | Драма Деск | Лучший главный актёр в мюзикле              | Колм Уилкинсон                        | Номинация |
| 1987 год | Драма Деск | Лучший актёр в мюзикле                      | Майкл Магвайр                         | Победа    |
| 1987 год | Драма Деск | Лучшая актриса в мюзикле                    | Джуди Кунн                            | Номинация |
| 1987 год | Драма Деск | Лучшая оркестровка                          | Джон Кэмерон                          | Победа    |
| 1987 год | Драма Деск | Лучшая музыка мюзикла                       | Клод-Мишель Шёнберг                   | Победа    |
| 1987 год | Драма Деск | Лучший декоратор                            | Джон Напьер                           | Победа    |

## Влияние
- Некоторые песни из мюзикла стали явлениями общественной жизни: «One Day More» была использована во время президентской кампании Билла Клинтона (США, 1992), «Do You Hear the People Sing» сопровождала последние известия о выступлении студентов на площади Тяньанмень в Пекине (1989), «Bring Him Home» была официально запрошена государственным департаментом США для использования в агитационных аудиоматериалах во время войны в Персидском заливе[52].

## Комментарии
1. ↑  Герой романа Чарльза Диккенса «Оливер Твист».
2. ↑  Это в какой-то мере упростило задачу исполнителей, потому что мюзикл был переделан в «sung-through» именно в это время.
3. ↑  В оригинальной постановке среди персонажей присутствовал дед Мариуса Понмерси, но его герой исчез из всех следующих постановок.
4. ↑  Были проведены два концерта: дневной и вечерний, а также были проданы билеты на генеральную репетицию 2 октября.
5. ↑  Изначально роль Козетты должна была исполнять Камилла Керслэйк, но её заменили из-за невозможности участия.
6. ↑  Из-за обилия театральных трупп в Японии, где каждый состав делал свою аудио-запись, записи этих трупп принято различать по цветам.